# McDick
Pour plus de détails, voir Fiche technique et Distribution.
McDick est un film américain réalisé par Chris McDonnell et sorti en 2017.

## Synopsis
Un policier de la mondaine est licencié, il se reconvertit comme détective privé.

## Fiche technique
- Titre original : McDick
- Titre français :
- Réalisation : Chris McDonnell
- Scénario : Chris McDonnell
- Production :
- Musique : Randall Marsh
- Photographie : Scott Beardslee
- Montage :
- Société de production :
- Société de distribution :
- Budget :
- Box-office :
- Pays d'origine :  États-Unis
- Langue : anglais
- Format :
- Genre : Comédie
- Durée : 90 minutes
- Dates de sortie :

## Distribution
- Chris McDonnell : McDick
- Danny Trejo :  Oscar
- Mo Collins :  Molten Lava
- Peter Breitmayer :  Capitaine Donkowski
- Amanda Conlon :  Melanie
- Sanjay Malhotra :  Munpoon